# Anthurium nymphaeifolium
Anthurium nymphaeifolium är en kallaväxtart som beskrevs av Karl Heinrich Koch och Carl David Bouché. Anthurium nymphaeifolium ingår i släktet Anthurium och familjen kallaväxter. Inga underarter finns listade.